# Within You Without You
«Within You Without You» (с англ. — «С тобой и без тебя») — песня The Beatles, написанная Джорджем Харрисоном и вышедшая в 1967 году на альбоме Sgt. Pepper's Lonely Hearts Club Band.
Харрисон написал «Within You Without You» на фисгармонии дома у Клауса Формана под воздействием марихуаны. Основные треки для этой композиции были записаны Харрисоном с участием группы индийских музыкантов. Позднее продюсер Джордж Мартин добавил струнную секцию, а Харрисон и Нил Аспиналл наложили тамбуру. Харрисон специально для индийских музыкантов научился записывать песню индийским письмом. С выходом «Within You Without You», Харрисон стал вторым из битлов (после Пола Маккартни с «Yesterday»), записавшим музыкальную композицию без участия других членов ансамбля.
«Within You Without You» стала второй песней Харрисона после «Love You To» испытавшей явное влияние индийской классической музыки. Для альбома Sgt. Pepper Харрисон также записал песню «Only a Northern Song», которую, однако, группа решила не включать в альбом.
Изначально, длительность «Within You Without You» составляла 30 минут, но для включения композиции в альбом Харрисон решил сократить её. Включить смех в конце песни было идеей Харрисона, желавшего таким образом облегчить настроение и следовать звучанию альбома.
В 2006 году ремикс «Within You Without You» вошёл в альбом Love.
Текст песни произвёл настолько глубокое впечатление на Стивена Стиллза, что он вырезал их на каменном монументе во дворе своего дома. Джон Леннон считал «Within You Without You» одной из лучших песен Джорджа Харрисона.

## Запись
Первая запись началась 15 марта 1967 года.
На этой ранней стадии песня была известна как Untitled; Харрисон часто испытывал затруднения при выборе названий своих песен, и вместо них зачастую использовались рабочие названия. Песня была записана как одно произведение, во время этой записи подразумевалось, что песня состоит из трёх частей. После репетиций на этой сессии за один дубль была записана базовая дорожка Within You Without You, она длилась 6 минут 25 секунд. Танпура были записана на первую дорожку четырёхдорожечной ленты. Вторая дорожка включала барабаны табла и свармандал, а на четвёртой дорожке была дилбура, играющая основную мелодию.
Запись продолжалась 22 марта.
Дилбуры были добавлены на третью дорожку четырёхдорожечной ленты. Магнитофон шёл на скорости 52½ циклов в секунду вместо обычных 50-ти, что снизило высоту звучания и тон при воспроизведении. Во время этой сессии был также сделан специальный микс для освобождения дорожек, который объединил все дилбуры на вторую дорожку и все другие инструменты — на первую. Затем в демонстрационных целях был сделан мономикс, чтобы позволить Джорджу Мартину написать аранжировку струнных Within You Without You.
Последняя запись продолжалась 3 апреля.
Восемь скрипок и три виолончели были записаны на третью дорожку, после чего Харрисон — единственный присутствовавший участник The Beatles — наложил свой лид-вокал, а также немного ситара на четвёртую дорожку. Струнными дирижировал Джордж Мартин, который подготовил аранжировку на основе идей Харрисона. Партии были записаны много раз, каждый стирал предыдущую попытку, пока все не стали удовлетворены результатами. Когда Within You Without You была впервые записана 15 марта 1967 года, песня подразумевалась как состоящая из трёх частей, хотя она была записана как одна. Нумерация частей продолжалась на этой сессии и следующей, с частью первой, смикшированной отдельно от второй и третьей. Сведение Within You Without You в моно началось во время этой сессии, но результаты остались неиспользованными. Часть первая была сведена три раза; части два и три были сведены дважды.

## Кавер-версии
| Год  | Исполнитель                    | Альбом                                                      | Примечания                                   |
| ---- | ------------------------------ | ----------------------------------------------------------- | -------------------------------------------- |
| 1967 | Peter Knight and his Orchestra | (сингл)                                                     | инструментальная версия                      |
| 1988 | Sonic Youth                    | Sgt. Pepper Knew My Father                                  |                                              |
| 1999 | Angels of Venice               | Angels of Venice                                            | инструментальная версия                      |
| 2003 | Big Head Todd and the Monsters | Songs from the Material World: A Tribute to George Harrison |                                              |
| 2004 | Thievery Corporation           | The Outernational Sound                                     | инструментальная версия                      |
| 2007 | Oasis                          | Sgt. Pepper’s 40th Anniversary Tribute                      | Впервые исполнена 2 июня 2007 на BBC Radio 2 |
| 2007 | Гленн Мерсер                   | Wheels in Motion                                            |                                              |
| 2007 | Лес Фрадкин                    | Guitar Revolution                                           | инструментальная версия                      |
| 2007 | Патти Смит                     | Twelve                                                      |                                              |
| 2009 | Cheap Trick                    | Sgt. Pepper Live                                            |                                              |
| 2009 | Easy Star All-Stars            | Easy Star's Lonely Hearts Dub Band                          | с участием Матисьяху                         |